# Apóstolove
Apóstolove (en ucraniano: Апостолове) es una ciudad ucraniana perteneciente al óblast de Dnipropetrovsk. Situada en el centro del país, es parte del raión de Krivói Rog y del municipio (hromada) homónimo. La ciudad es un importante cruce ferroviario en la intersección de dos de las líneas ferroviarias más importantes del país.

## Toponimia
El nombre del lugar en ruso es Apóstolovo (en ruso: Апостолово).

## Geografía
Apóstolove está situada a 45 km de Krivói Rog, 65 km de Níkopol y a 387 kilómetros al sureste de Dnipró.

## Historia
Apóstolove fue fundada en 1793 y recibió el estatuto de ciudad en 1956. Posteriormente, durante la construcción del ferrocarril a Dnipró, se fundó la estación de Apóstolove. La estación recibió su nombre de mayor Mijáil Muravyov-Apostol, que tenía terrenos en esta zona. Entre 1818 y 1936 el lugar se llamó Pokrovske (en ucraniano: Покровське). Durante la época del Imperio ruso fue el centro del vólost de Pokrovske del uyezd de Jersón de la gobernación de Táurida.
El 28 de octubre de 1938, Apóstolove recibió el estatus de asentamiento de tipo urbano, y se denominó Kosiorove (en ucraniano: Косіорове) entre 1936 y 1938. 
Durante la Segunda Guerra Mundial, la ciudad fue ocupada por la Wehrmacht alemana el 17 de agosto de 1941 y liberada por el Ejército Rojo el 5 de febrero de 1944 como parte de la ofensiva de Níkopol-Krivói Rog. Desde 1956, tiene estatus de ciudad.
Hasta el 18 de julio de 2020, fue el centro del raión de Apóstolove. El raión fue abolido en julio de 2020 como parte de la reforma administrativa de Ucrania, que redujo el número de raiones del óblast de Dnipropetrovsk a siete. El territorio del raión de Apóstolove se fusionó con el raión de Krivói Rog.
Tras la invasión rusa de Ucrania, las tres escuelas fueron destruidas por ataques tierra-tierra del sistema de misiles antiaéreos S-300 de las fuerzas armadas rusas el 22 de julio de 2022.

## Demografía
La evolución de la población de Apóstolove entre 1886 y 2022 fue la siguiente:
| 2978                                                          | 4419 | 9997 | 12 397 | 17 351 | 18 093 | 16 439 | 14 513 | 14 252 | 13 069 |
| (Fuente: Cities & Towns of Ukraine y UKRAINE: Größere Städte) |      |      |        |        |        |        |        |        |        |

Según el censo de 2001, el 86,97% de la población son ucranianos y el 9,42% son rusos. En cuanto al idioma, la lengua materna de la mayoría de los habitantes, el 88,95%, es el ucraniano; del 10,34%, el ruso.

## Infraestructura

### Transporte
En Apóstolove se unen las líneas férreas de Krivói Rog a Komish-Zoria y de Jersón a Dnipró. La autopista N23 pasa por la ciudad y conecta la ciudad con Krivói Rog y Kropivnitski. Además, la carretera territorial T-04-19 de Zelenodolsk a Sofivka atraviesa la ciudad. 

## Galería

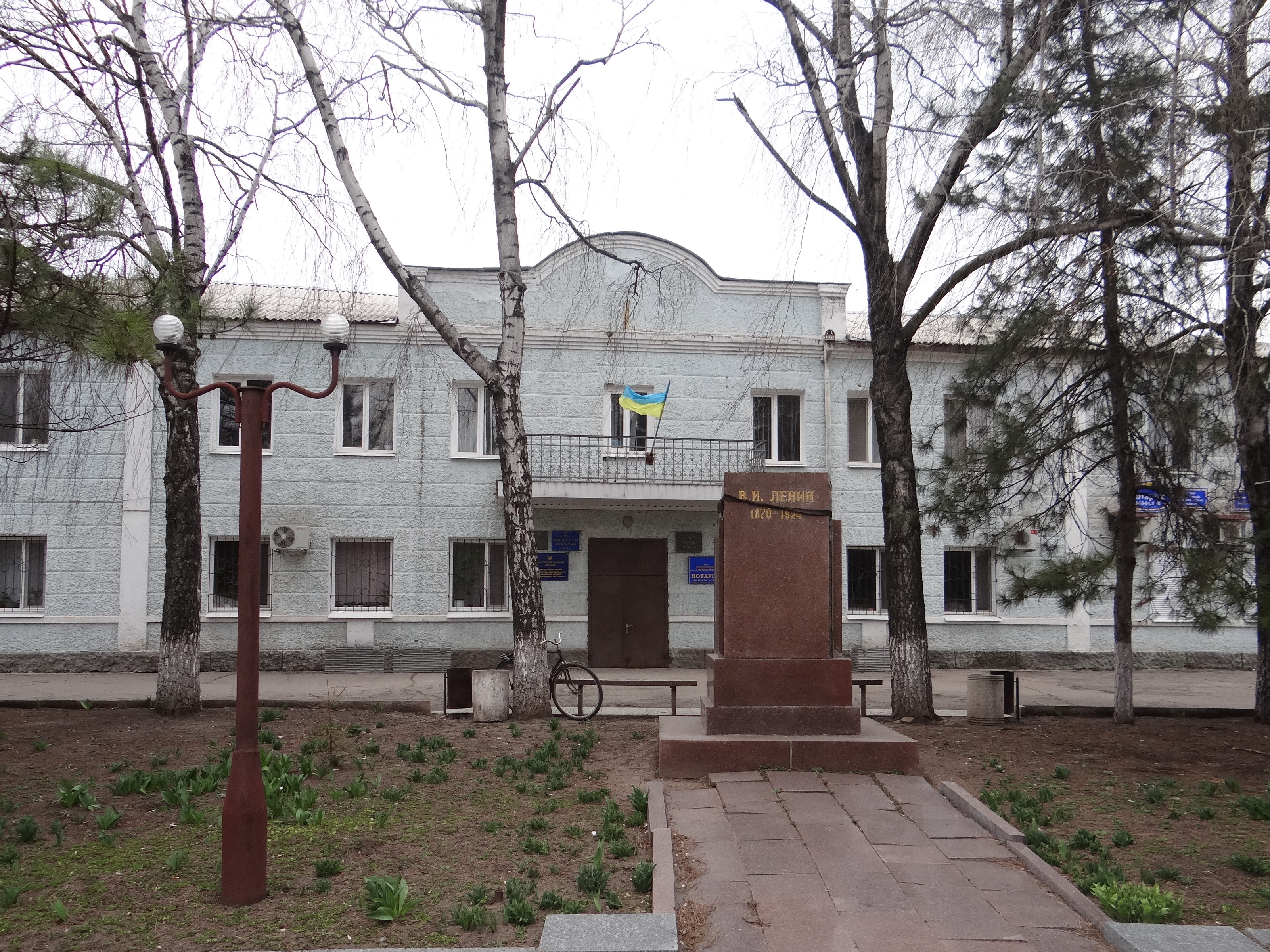
Ayuntamiento de Apóstolove
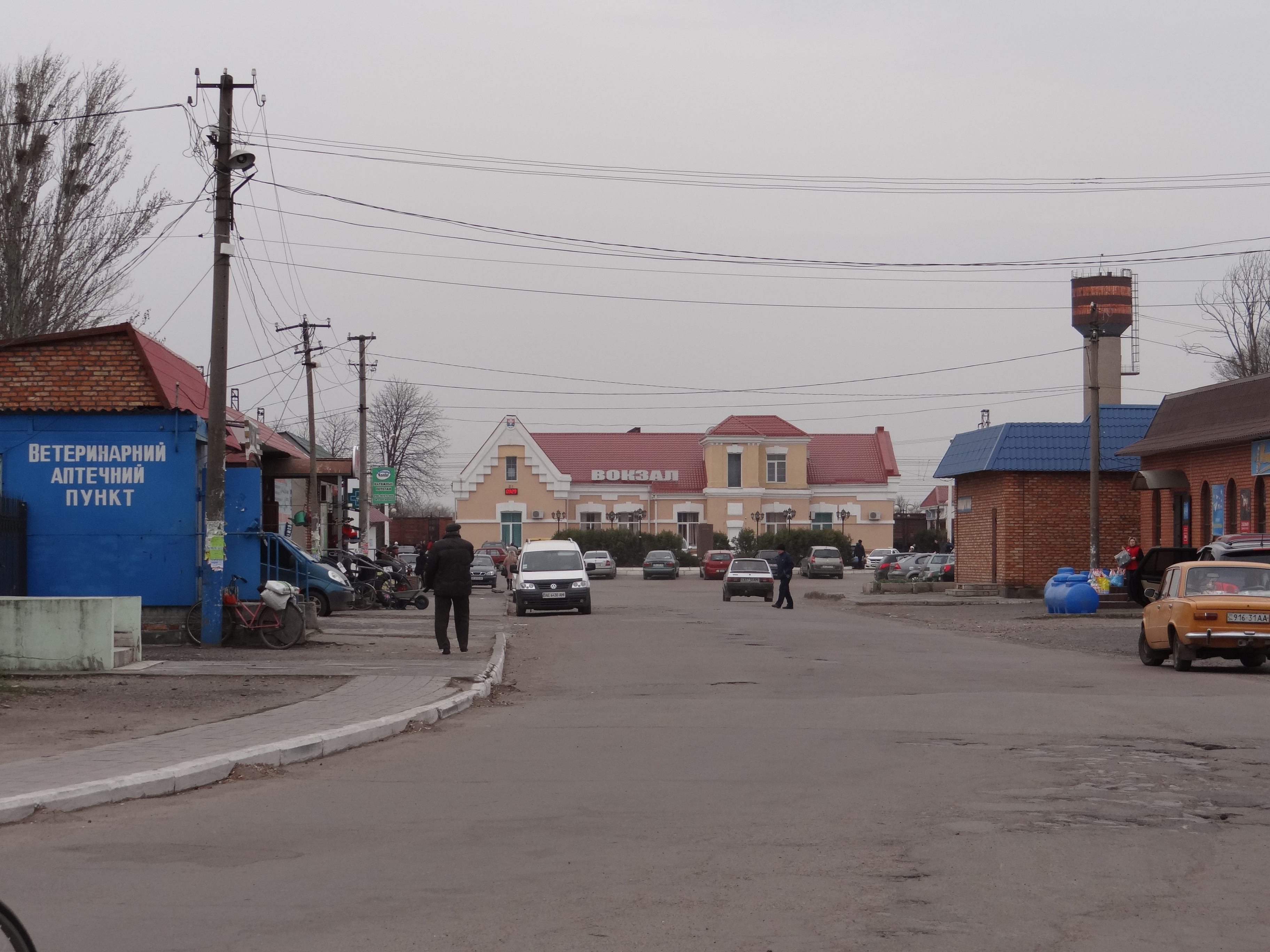
Estación de trenes de Apóstolove
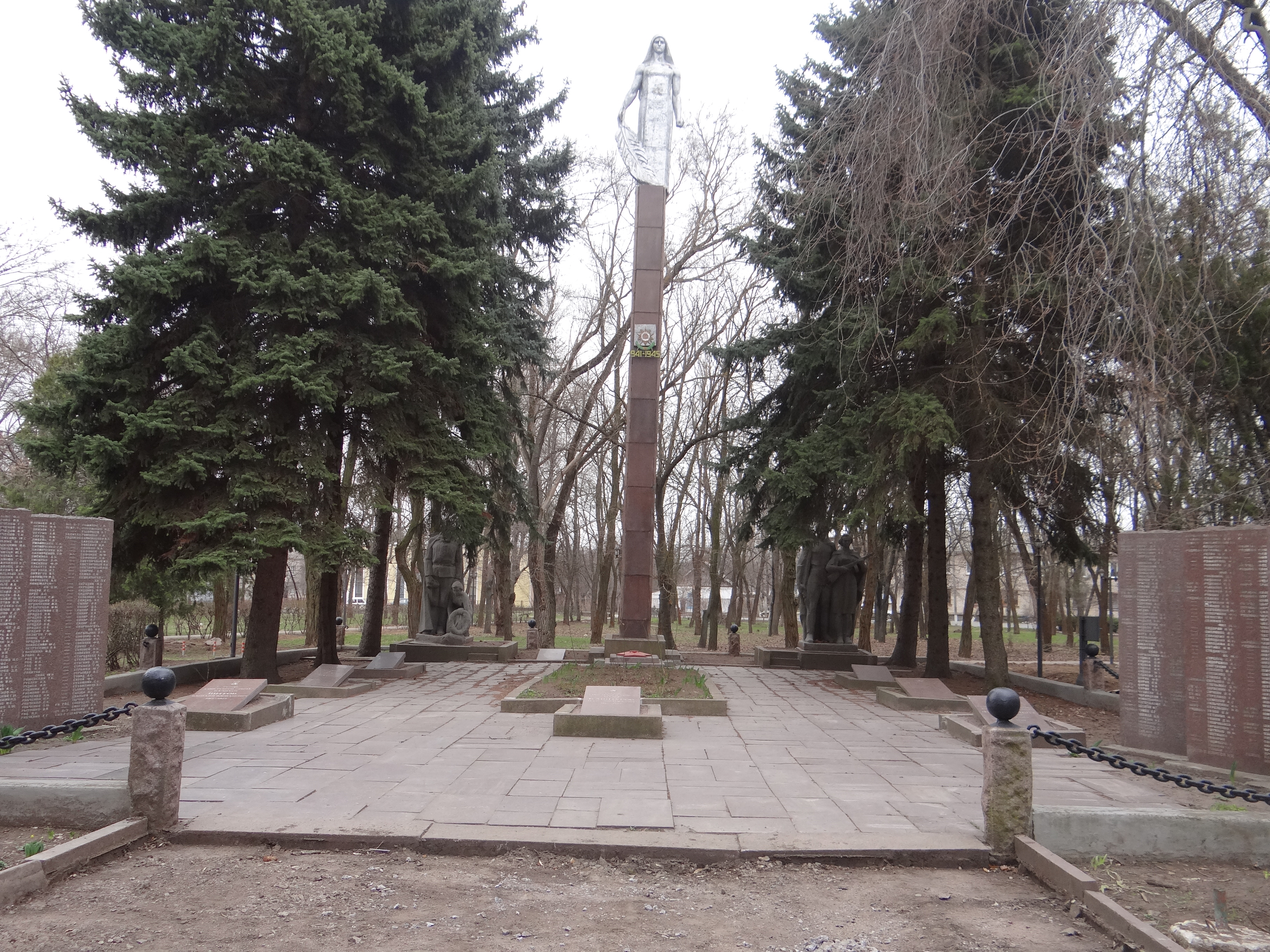
Memorial de guerra en el parque local
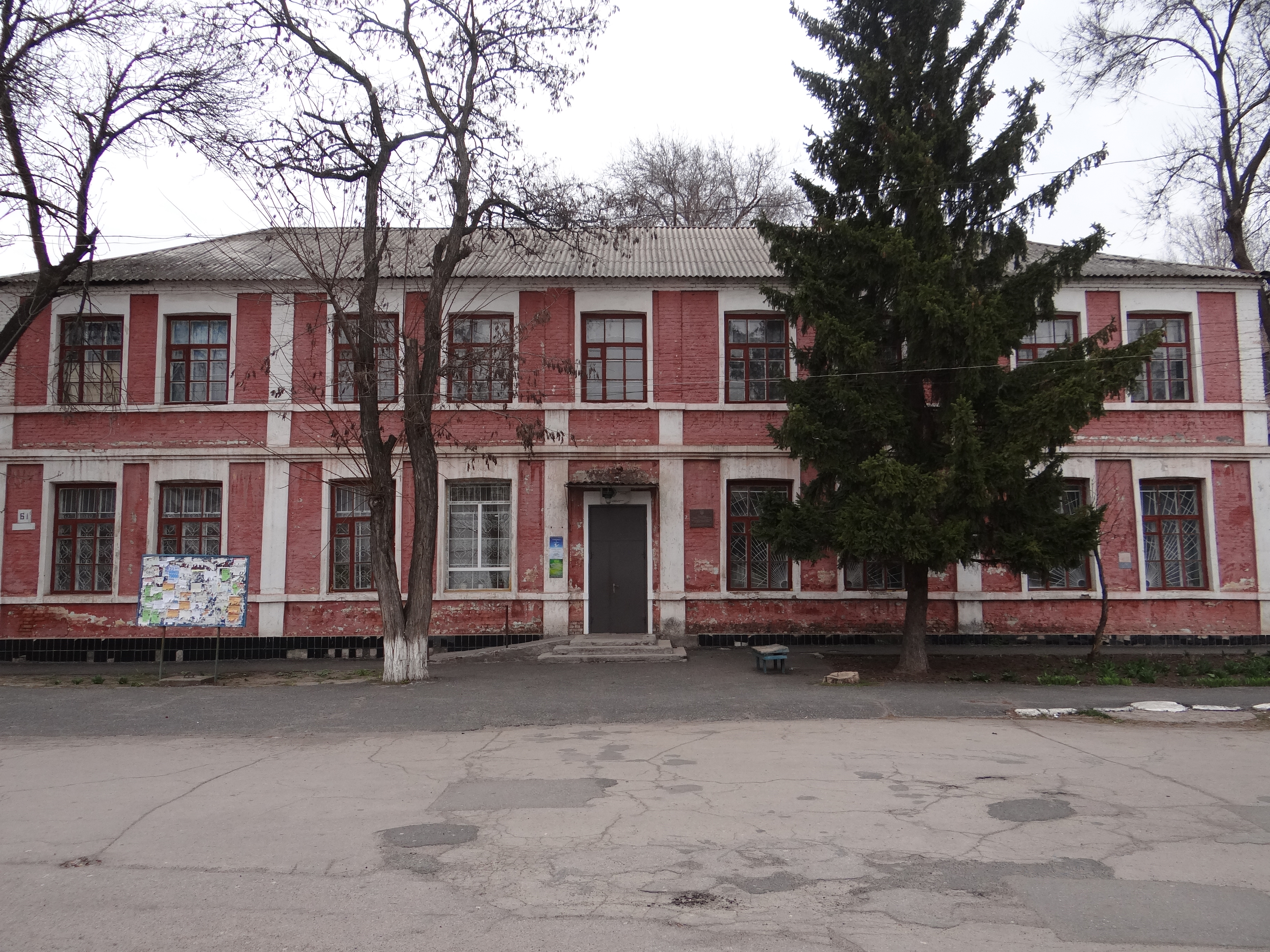
Museo de historia local